# Mecanismo de Watt

Animação demonstrando o mecanismo de Watt

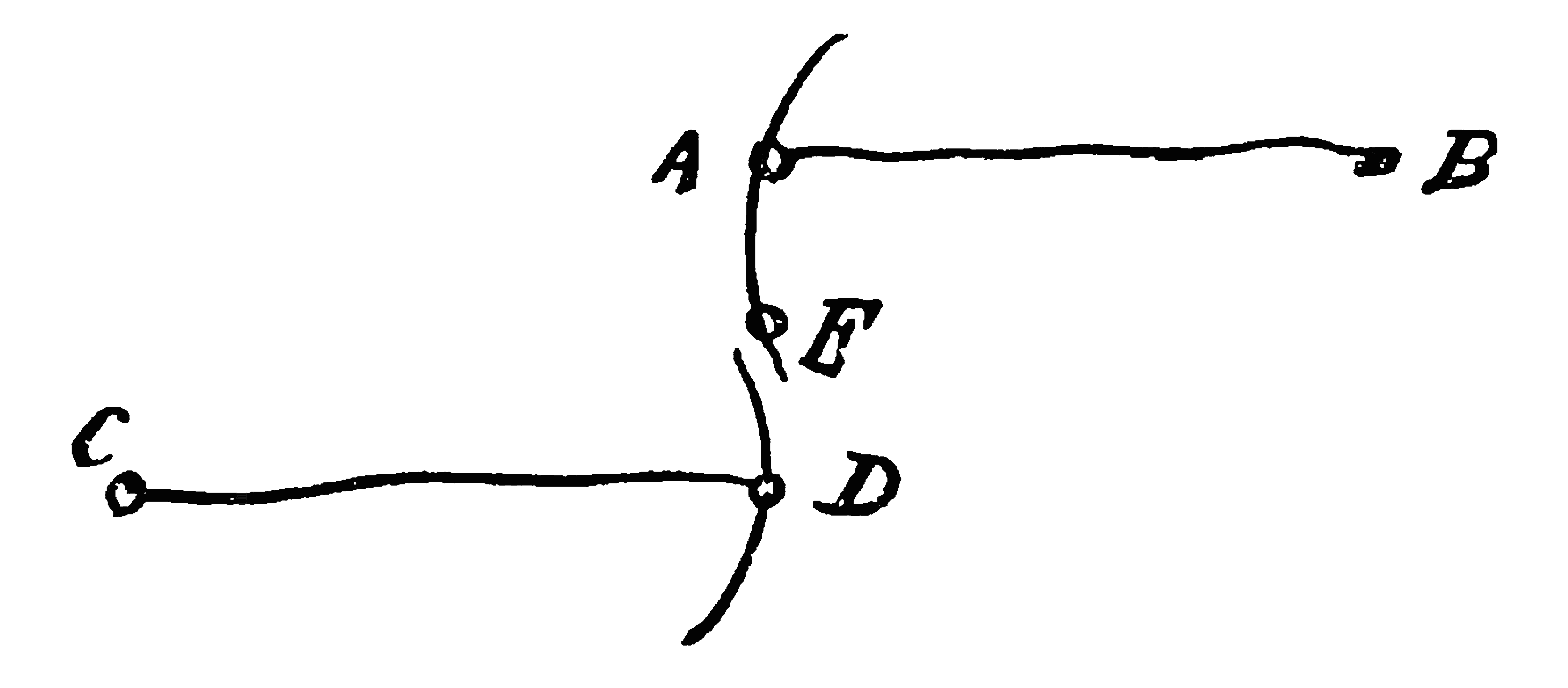
Diagrama desenhado a mão por James Watt (1808) em uma carta a seu filho, descrevendo como ele chegou ao design.

O mecanismo de Watt (também conhecido como mecanismo paralelo) é um tipo de mecanismo articulado inventado por James Watt (19 de janeiro de 1736 – 25 de agosto de 1819), em que o ponto central do mecanismo está limitado a se mover em uma aproximação de uma linha reta.  Ele foi descrito na patente de 1784 para o motor a vapor de Watt. Ele também é usado em suspensões de automóveis, permitindo que o eixo de um veículo se mova verticalmente e ao mesmo tempo evitando movimento lateral.

## Descrição
O mecanismo de Watt consiste de uma série de três hastes, duas longas e de igual comprimento nas extremidades da cadeia, ligadas por uma terceira haste curta no meio. As extremidades são fixas em relação uma à outra, e as três hastes são livres para girar em torno das articulações onde elas se encontram. Assim, considerando a conexão de comprimento fixo entre as extremidades, o mecanismo de Watt é um exemplo de um mecanismo de quatro barras.

## História

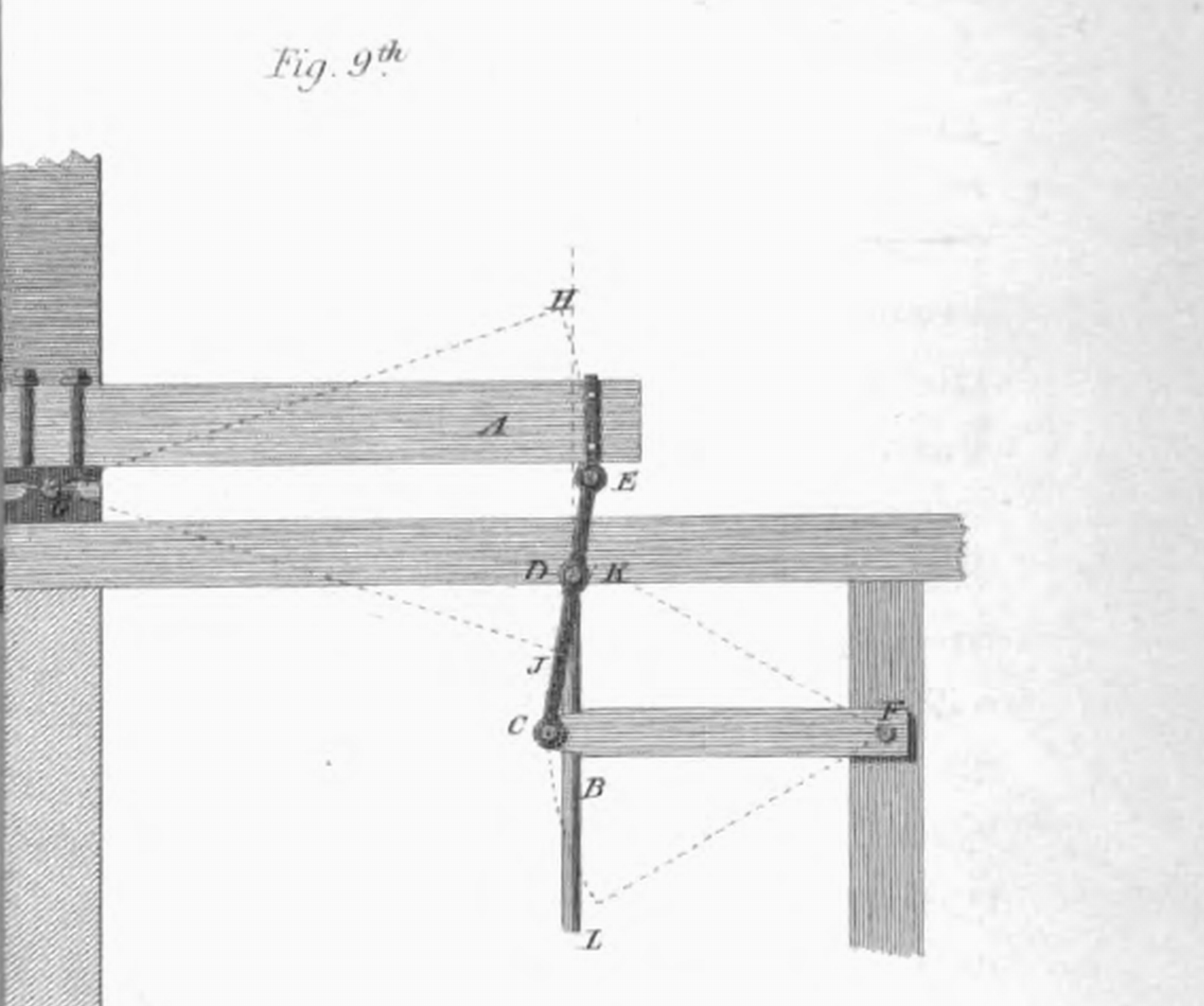
Figura 9 do pedido de patente de James Watt (parte superior esquerda) mostrando o mecanismo linear

A ideia de usar hastes para o mecanismo se encontra em uma carta que Watts escreveu para Matthew Boulton, em junho de 1784.
Eu tenho um vislumbre de um método que faz com que um pistão se mova para cima e para baixo perpendicularmente apenas fixando-o a um pedaço de ferro em cima da barra, sem correntes ou guias perpendiculares [...] e uma das peças mecânicas mas simples e engenhosas que eu já inventei.
Este tipo de mecanismo é um dos vários tipos descritos na patente de Watt de 28 de abril de 1784. No entanto, em sua carta a Boulton ele estava na verdade descrevendo uma evolução do mecanismo que não foi incluída na patente. O design que veio mais tarde, chamado de mecanismo de movimento paralelo, levou a um design mais conveniente que economiza espaço e que foi usado em seu motor alternativo.
O contexto de inovação de Watt foi descrito por C. G. Gibson:
Durante a Revolução Industrial, mecanismos para a conversão de movimento rotativo em movimento linear foram amplamente adotados em aplicações industriais e de mineração, locomotivas e dispositivos de medição. Tais dispositivos tinham de combinar mecanismos simples com um alto grau de precisão e a capacidade de operar em alta velocidade por longos períodos de tempo. Para muitos propósitos, a aproximação de movimento linear é um substituto aceitável para movimento linear exato. Talvez o exemplo mais conhecido seja o mecanismo de quatro barras de Watt, inventado pelo engenheiro escocês James Watt, em 1784.

## A forma traçada pelo mecanismo
Este mecanismo não gera um verdadeiro movimento em linha reta e, de fato, Watt nunca alegou isso. Em vez disso, ele traça uma curva de Watt, uma lemniscata ou curva em forma de oito; quando os comprimentos de suas hastes e sua base são escolhidos para formar um antiparalelogramo, ele traça a Lemniscata de Bernoulli. Em uma carta para Boulton, em 11 de setembro de 1784 Watts descreve a ligação da seguinte forma.
As convexidades dos arcos, dispostas em direções opostas, têm um certo ponto na alavanca de conexão que tem pouquíssima variação de uma linha reta.

Embora o Mecanismo de Peaucellier–Lipkin, o inversor de Hart, e outros mecanismos de linha reta gerem verdadeiros movimentos em linha reta, o mecanismo de Watt tem a vantagem de ser bem mais simples do que estes outros mecanismos. Ele é semelhante neste aspecto ao mecanismo de Chebyshev, um mecanismo que produz aproximação de movimento em linha reta; no entanto, no caso do mecanismo de Watt, o movimento é perpendicular à linha que conecta os dois pontos das extremidades, enquanto no Chebyshev o movimento é paralelo a esta linha.

## Aplicações

### Pistão de ação dupla
Os primeiros motores de haste de ação única utilizavam uma corrente para conectar o pistão à haste e isso funcionou de forma satisfatória para o bombeamento de água de minas, etc. No entanto, para movimentos de rotação, uma articulação que funciona tanto em tensão quanto em compressão provê um design melhor e permite que um cilindro de dupla ação seja usado. Tal motor incorpora um pistão forçado por vapor alternadamente nos dois lados, portanto dobrando o seu poder. A ligação de fato utilizada por Watt (também inventada por ele) em seus motores rotativos que vieram mais tarde, foi chamada de mecanismo de movimento paralelo, uma evolução do "mecanismo de Watt", que usa o mesmo princípio. O pistão do motor é ligado ao ponto central deste mecanismo, permitindo que ele aja nas duas hastes exteriores, tanto empurrando quanto puxando. Os movimentos quase lineares da ligação permitem que este tipo de motor use uma ligação rígida com o pistão sem fazer com que o pistão fique conectado ao cilindro que o contém. Esta configuração também resulta em um movimento mais suave do que o motor de ação única, tornando mais fácil a conversão de seu movimento de vai-e-vem em movimento rotacional.
Um exemplo da ligação de Watt pode ser encontrado na haste de alta e intermediária pressão do pistão dos motores Crossness de 1865. Nestes motores, a haste de baixa pressão do pistão usa o mecanismo mais convencional de movimento paralelo, mas a haste de pressão alta e intermediária não conecta ao final da haste, então não há nenhuma exigência de economizar espaço.

### Suspensão automotiva

Mecanismo de Watt como parte de uma suspensão de automóvel

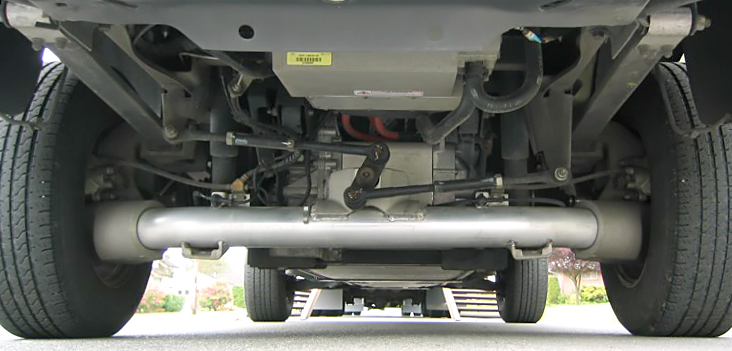
Ligação de Watt usada em um Ford Ranger EV

A imagem acima com a articulação animada

O mecanismo de Watt é usado no eixo traseiro da suspensão de alguns carros como uma melhoria sobre a barra Panhard, que foi projetada no início do século XX. Ambos os métodos pretendem impedir movimento lateral relativo entre o eixo e o chassi do carro. A ligação de Watt aproxima um movimento vertical em linha reta mais fidedignamente, e faz isso no centro do eixo, ao invés de para um dos lados do veículo, como mais comumente feito na montagem de uma barra Panhard longa.
Ele consiste de duas hastes horizontais de igual comprimento montadas em cada lado do chassi. Uma barra curta é conectada entre essas duas hastes. O centro desta haste vertical curta – o ponto que é restrito a mover-se em uma linha reta - é montado no centro do eixo. Todas as articulações estão livres para girar em um plano vertical.
De certa forma, o mecanismo de Watt pode ser visto como duas barras Panhard montadas uma em frente à outra. No arranjo de Watt, no entanto, os movimentos em curvas opostas introduzidos pelas barras Panhard girando, as equilibram na barra vertical curta que gira.
A relação pode ser invertida, de forma que o centro P seja conectado ao corpo, e L1 e L3 sejam presas no eixo. Isto reduz levemente a massa não suspensa e mudanças na cinemática. Isso é usado no V8 Supercars australiano.
O mecanismo de Watt também pode ser usado para impedir que o eixo se movimente no sentido longitudinal do carro. Esta aplicação envolve dois mecanismos de Watt em cada lado do eixo, montados em paralelo à direção em que o carro se move, mas em sistemas de suspensão para corridas, é mais comum que se use um único mecanismo de 4-barras.